# مورتن تیلدام
مورتن تیلدام (انگلیسی: Morten Tyldum؛ زادهٔ ۱۹۶۷) یک کارگردان اهل نروژ است. از آثار او می‌توان به بازی تقلید (۲۰۱۴) که فیلمی است درباره زندگی نابغه بریتانیایی آلن تورینگ، اشاره کرد.

## فیلم‌شناخت
| سال  | عنوان            |
| ---- | ---------------- |
| ۲۰۰۳ | رفیق             |
| ۲۰۰۸ | فرشتگان سقوط‌کرده |
| ۲۰۱۱ | هد هانترز        |
| ۲۰۱۴ | بازی تقلید       |
| ۲۰۱۶ | مسافران          |